# Cláudia Aguizo
Cláudia Aguizo (Setúbal, 9 de agosto de 1985) é uma jovem actriz portuguesa, conhecida pela sua participação na novela "Ninguém Como Tu". Participou depois em "O Diário de Sofia".
O seu nome foi falado para integrar a quinta temporada de Morangos com Açúcar, contudo essa informação não passou de um rumor.